# Majdan (Zamość)
Majdan – dzielnica i część miasta, w Zamościu.
Majdan jest położony w północno-wschodniej części miasta. Zachodnia granica dzielnicy to ul. Powiatowa, północna i wschodnia to granica miasta, na północ graniczy z Łapiguzem, a na wschodzie z Szopinkiem; od południa Majdan graniczy z Os. Kilińskiego.
Niemal całość tutejszej zabudowy stanowią domy mieszkalne, jednorodzinne. Zajmują one niewielką część powierzchni dzielnicy, co wiąże się z nielicznymi ulicami w jego granicach. Poza ul. Powiatową, w granicach Os. Majdan biegnie także zamojska obwodnica (ul. Legionów) oraz ulica Majdan, najdłuższa w tej dzielnicy, przy której skupia się większość zabudowy. 
Dawniej była to odrębna wieś, jaką włączono w granice miasta już w 1821 roku, stanowiącą przedmieścia ówczesnego Zamościa. Obecnie w dalszym ciągu przypomina niejako wieś (ulicówkę) - przy niektórych gospodarstwach domowych istnieją nadal niewielkie gospodarstwa rolne. 
Poza lokalnymi firmami, nie funkcjonują tu żadne urzędy, instytucje (poza Izbą wytrzeźwień - obecna nazwa to Ośrodek dla Osób Nietrzeźwych), szkoły; podobnie w przypadku kościołów (najbliższe obiekty użyteczności publicznej położone są na sąsiednim Os. Powiatowa).  
Od 2013 r. działa tu prywatny żłobek połączony z przedszkolem, a w jego sąsiedztwie we wrześniu 2016 r. oddano do użytku mieszkańców wielofunkcyjne boisko ze sztuczną nawierzchnią, wykonane w ramach Budżetu Obywatelskiego miasta Zamość. 
Na północ od ul. Majdan przebiega Linia Hutnicza Szerokotorowa. 
Poza zabudową większość powierzchni dzielnicy przypada na łąki (na północ od LHS) oraz grunty orne i działki (na południe od LHS).

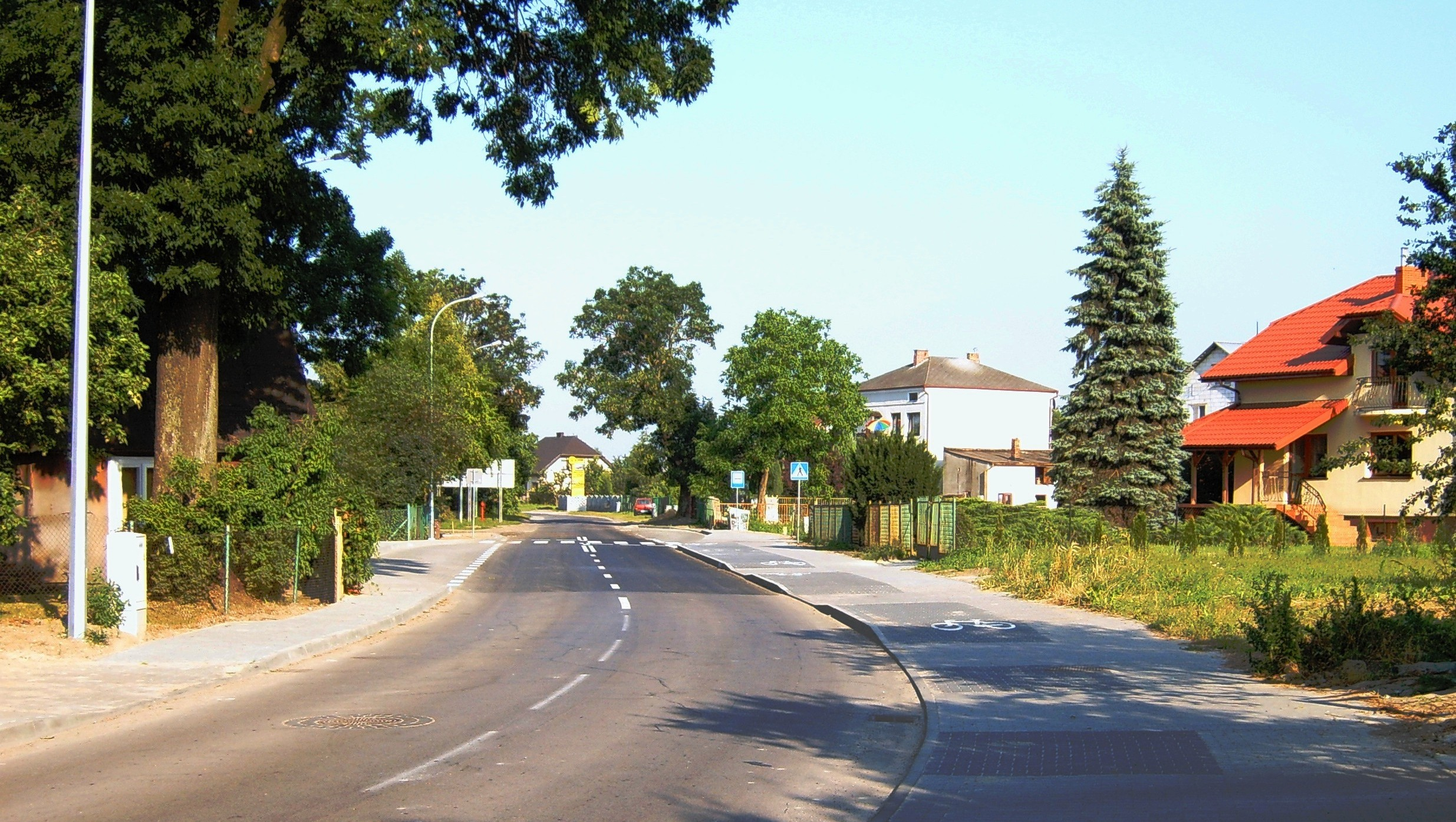
Ulica Majdan (widok na wschód od skrzyżowania z obwodnicą miasta)